# نیژنیایا آلا-ارچا
نیژنیایا آلا-ارچا (به لاتین: Nizhnyaya Ala-Archa) یک منطقهٔ مسکونی در قرقیزستان است که در شهرستان علم‌الدین واقع شده‌است. نیژنیایا آلا-ارچا ۱۱٬۷۷۶ نفر جمعیت دارد و ۷۰۱ متر بالاتر از سطح دریا واقع شده‌است.